# Copicucullia incresa
Copicucullia incresa är en fjärilsart som beskrevs av Smith 1910. Copicucullia incresa ingår i släktet Copicucullia och familjen nattflyn. Inga underarter finns listade i Catalogue of Life.